# الشعب (ريمة)
الشعب هي إحدى قرى مديرية السلفية بمحافظة ريمة اليمنية، بلغ تعداد سكانها 1372 نسمة حسب الإحصاء الذي جرى عام 2004.